# Квіткоїд малий
Квіткоїд малий (Dicaeum aeneum) — вид горобцеподібних птахів родини квіткоїдових (Dicaeidae).

## Поширення
Вид поширений на Соломонових островах. Його природні місця проживання — субтропічні або тропічні вологі низинні ліси, субтропічні або тропічні мангрові ліси та субтропічні або тропічні вологі гірські ліси.

## Підвиди
Таксон включає три підвиди:
- Dicaeum aeneum aeneum Pucheran 1853
- Dicaeum aeneum becki Hartert 1929
- Dicaeum aeneum malaitae Salomonsen 1960